# Rufio (Offizier)
Rufio war ein Offizier des römischen Feldherrn und Staatsmanns Gaius Iulius Caesar und wurde von diesem 47 v. Chr. zum Oberbefehlshaber der drei in Ägypten stationierten römischen Legionen ernannt.
Rufio war der Sohn eines Freigelassenen und kam 48 v. Chr. als Mitglied von Caesars Heer nach Ägypten. Nachdem Caesar in den ptolemäischen Thronstreit der Geschwister Kleopatra und Ptolemaios XIII. eingegriffen und ihn durch seinen schwer errungenen Sieg im Alexandrinischen Krieg über Ptolemaios XIII. und dessen Unterstützer zugunsten Kleopatras entschieden hatte (14. Januar 47 v. Chr.  nach dem julianischen Kalender), stationierte er zur Absicherung seines Erfolges drei Legionen in dem Nilland. Diese Truppen, die 27., die 37. und die aus ehemaligen Gabiniani gebildete 39. Legion, dienten zur Stützung, aber auch Kontrolle der Herrschaft Kleopatras, die Caesars Geliebte geworden war und nun als verbündete Königin regierte. Zum Oberbefehlshaber der römischen Besatzungsarmee ernannte Caesar entgegen der Tradition keinen Senator, sondern seinen bewährten Offizier Rufio. Der Grund für diese Bestellungspraxis lag vornehmlich darin, dass Caesar fürchtete, ein als Oberkommandierender zurückbleibender einflussreicher Senator könne das wirtschaftlich starke und strategisch bedeutsame Nilland als Basis für einen eigenen Griff nach der Macht nutzen, während Rufio dafür nicht die nötigen Beziehungen und einen zu geringen sozialen Status besaß (unbekannt ist allerdings, welchen Rang Rufio erreicht hatte). Ferner scheint Caesar seinen Offizier für besonders vertrauenswürdig gehalten zu haben, da Sueton Rufio als Caesars Geliebten (exoletus) – aber wohl nicht im sexuellen Sinn – bezeichnet.
Ansonsten liegt über das Leben von Rufio keine Überlieferung vor.
Im 1945 entstandenen Film Caesar und Cleopatra des Regisseurs Gabriel Pascal, der auf dem Theaterstück von George Bernard Shaw basiert, wurde die Gestalt des Rufio von Basil Sydney verkörpert. In dem 1963 unter der Regie von Joseph L. Mankiewicz gedrehten Hollywood-Film Cleopatra mit Elizabeth Taylor in der Rolle der ägyptischen Königin spielte Martin Landau die Figur des Rufio. In der zweiteiligen TV-Miniserie Cleopatra von 1999 mit Leonor Varela in der titelgebenden Hauptrolle wurde Rufio von John Bowe dargestellt.